# Unständige Beschäftigung
Unter unständig Beschäftigten versteht man Arbeitnehmer, die nicht ständig bei demselben Arbeitgeber beschäftigt sind und in keinem festen Arbeitsverhältnis stehen. Allerdings kann die Ausübung einer unständigen Beschäftigung auch bei einem einzigen Arbeitgeber erfolgen. Geschaffen      wurde der „Unständig Beschäftigte“ im Jahre 1910, um Tagelöhnern, zum Beispiel in Häfen, die Sozialversicherung zu öffnen.

## Definition
Maßgeblich hierbei ist der Zeitraum der Beschäftigung. Dabei werden die Beschäftigungen berufsmäßig in einem Zeitraum von weniger als einer Woche befristet ausgeübt. Es ist unerheblich, ob sie von vornherein durch den Arbeitsvertrag auf diesen Zeitraum befristet sind oder durch ihre Eigenart (z. B. Aufräumarbeiten). Als Woche ist dabei ein Zeitraum anzusehen, der sieben aufeinander folgende Kalendertage umfasst. Er beginnt mit dem ersten Tag der Beschäftigung. Arbeitsfreie Samstage, Sonn- und Feiertage werden mitgezählt.

## Sozialversicherungsrechtliche Auswirkungen
Liegt der Verdienst bei einer kurzfristigen Beschäftigung über der Geringfügigkeitsgrenze, ist der Arbeitgeber verpflichtet, die Berufsmäßigkeit zu prüfen.
Unständige Beschäftigte sind – wie alle anderen Arbeitnehmer auch – grundsätzlich sozialversicherungspflichtig. Ausgenommen hiervon ist lediglich die Arbeitslosenversicherung, hier besteht für unständig Beschäftigte Versicherungsfreiheit.
Die Mitgliedschaft in der Krankenversicherung bleibt für unständig Beschäftigte auch für Zeiträume, in denen keine Beschäftigung ausgeübt wird, für maximal 3 Wochen bestehen. Sie endet bei nicht nur vorübergehender Aufgabe der berufsmäßig ausgeübten unständigen Beschäftigung.
Für unständig Beschäftigte ist – unabhängig von der tatsächlichen Beschäftigungsdauer – die Monatsbemessungsgrenze für die Ermittlung der beitragspflichtigen Einnahmen maßgeblich (§ 232 Abs. 1 SGB V, § 163 Abs. 1 Satz 1 SGB VI). Es werden daher immer 30 Versicherungstage für die Rentenversicherung gewertet, selbst wenn man nur einen Tag in diesem Monat arbeitet.
Eine wesentliche Besonderheit kann sich hierbei aus dem Umstand ergeben, dass eventuell auch ein Auftraggeber sozialversicherungsrechtlich gegenüber einem selbständigen Dienstleister als Arbeitgeber auftritt und daher von dem in Rechnung gestellten Entgelt die Sozialversicherungsbeiträge abführen muss.